# Japes
JAPES: Es un acrónimo que significa Jóvenes Adventistas Profesionales y Estudiantes de Educación Superior. 

## Misión
JAPES es un espacio en que puedes desarrollar tus inquietudes intelectuales o profesionales desde la perspectiva de una fe cristiana activa, asentada firmemente en los principios permanentes de las Sagradas Escrituras.
JAPES pretende ejecutar diversas acciones destinadas al fortalecimiento espiritual de quienes se desenvuelven en exigentes ambientes académicos y profesionales, o tienen intereses en tales áreas. A través de encuentros periódicos y eventos especiales, podrás formar parte de una vigorosa red de personas inspiradas en la búsqueda honesta de la verdad y en una vocación de permanente servicio, todo ello en un grato ambiente de camaradería cristiana.

## Misión Chilena del Pacífico
Este es un grupo que nace con la inquietud de poder reunirse y plantear desde un ámbito más intelectual y profesional muchas interrogantes. Este grupo se materializó sus ideas en la primera reunión JAPES, realizada en la Iglesia Adventista Central de Valparaíso Av. Brasil #1857, Valparaíso. El 23 de agosto de 2007 se realizó la inauguración oficial de JAPES, presentando la programación para 2007. y que tuvo como primer orador al Doctor en Física Afonso Zerwekh, quien trató el tema de la Ciencia y la Religión.
JAPES es un proyecto de ministerio nacional en Chile y este nombre surge desde la Misión Central del Chile (VI y VII región), en donde jóvenes adventistas del séptimo día ya estaban trabajando con el nombre de JAPES. Esta es una labor ejemplar de los jóvenes que desean compartir sus inquietudes y estudiar temas relevantes desde un punto de vista en común, Dios.